# Moukhala

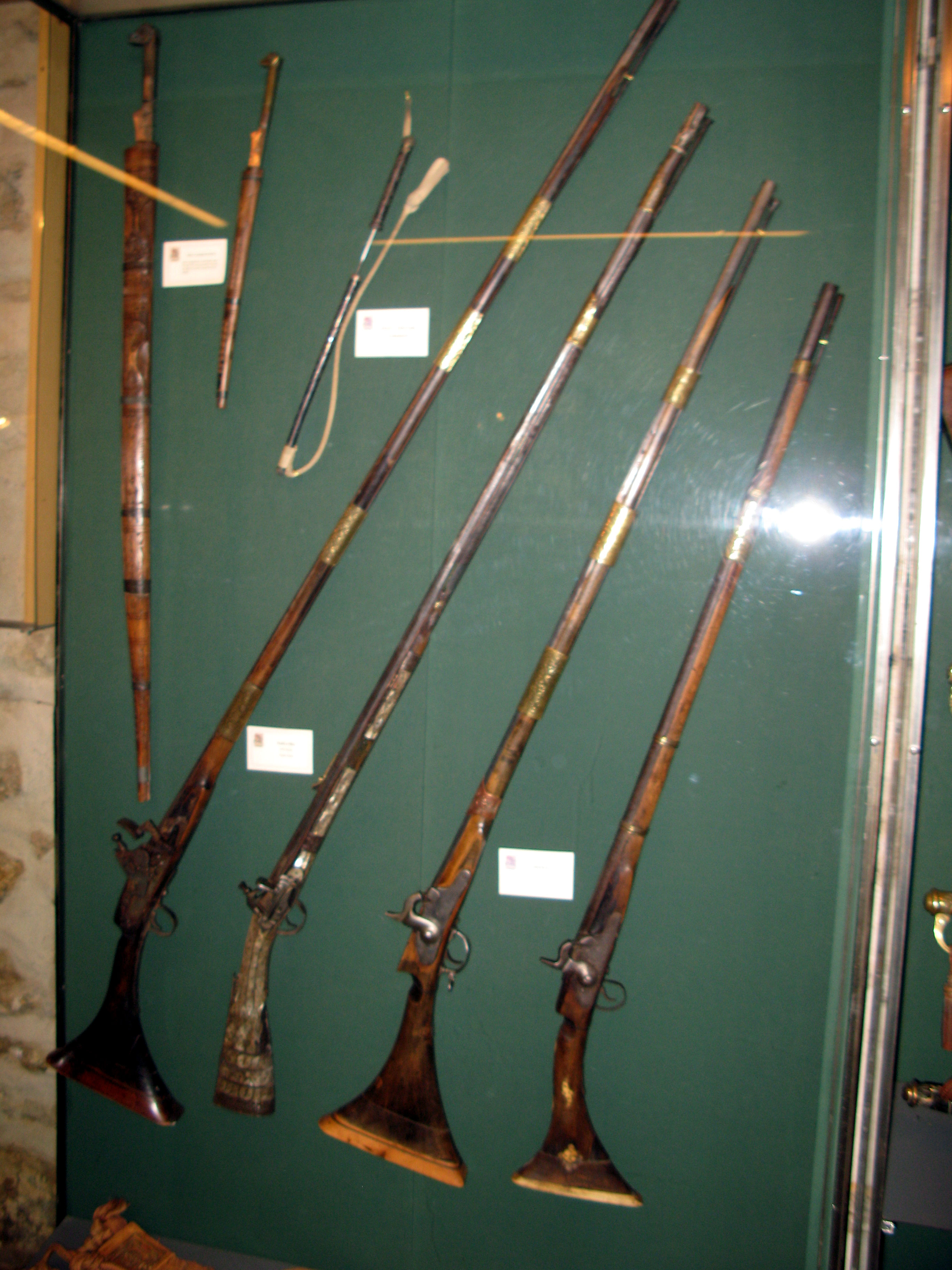
Différents modèles de moukhalas maghrébins.

Un moukhala (en arabe : مكحلة), parfois orthographié moukala, moukkala ou moukahla, est un fusil à poudre noire du Maghreb, de petit calibre et à canon très longs, en général richement décorés. 

## Terminologie
Le terme moukahla vient de kahal [réf. nécessaire](en arabe : اكحل ) qui signifie « noir ». Il est aussi connu sous le nom musquet. Le terme "moukala" vient de la racine moukal qui signifie "pistolet à poudre noire" .

## Description
On distingue deux types de moukhalas, le moukhala marocain et le moukhala algéro-tunisien, le premier type étant équipé de platines à chenapan et le second de platines à miquelet. Les deux moukhalas se distinguent, extérieurement, par leurs crosses, triangulaire, mince et courte, pour l’une, plus conventionnelle, évoquant les fusils et mousquets italiens de la fin du XVIe siècle et du début du XVIIe siècle pour l’autre.
Ernest Hemingway a obtenu un modèle de cette arme lors du voyage qu'il a effectué en Afrique à l'hiver 1953-1954.

## Utilisation
Les moukhalas ne sont pas considérées comme de simples armes en Afrique du Nord. Elle sont également le marqueur de la culture arabe. Ces dernières se distinguent par de nombreuses utilisations. Ces armes à feu sont notamment utilisées dans le cadre d'une tradition équestre du Maghreb nommée Fantasia. Les cavaliers les utilisent dans des représentations visant à galoper par groupe et à tirer en même temps. 
Ces armes s'installent également aujourd'hui peu à peu dans les collections de musées ou de collectionneurs soulignant la richesse de leurs constructions et de leurs utilisations. On peut notamment voir deux exemplaire de fusils moukhala au Musée du Quai Branly - Jacques-Chirac.

## Galerie

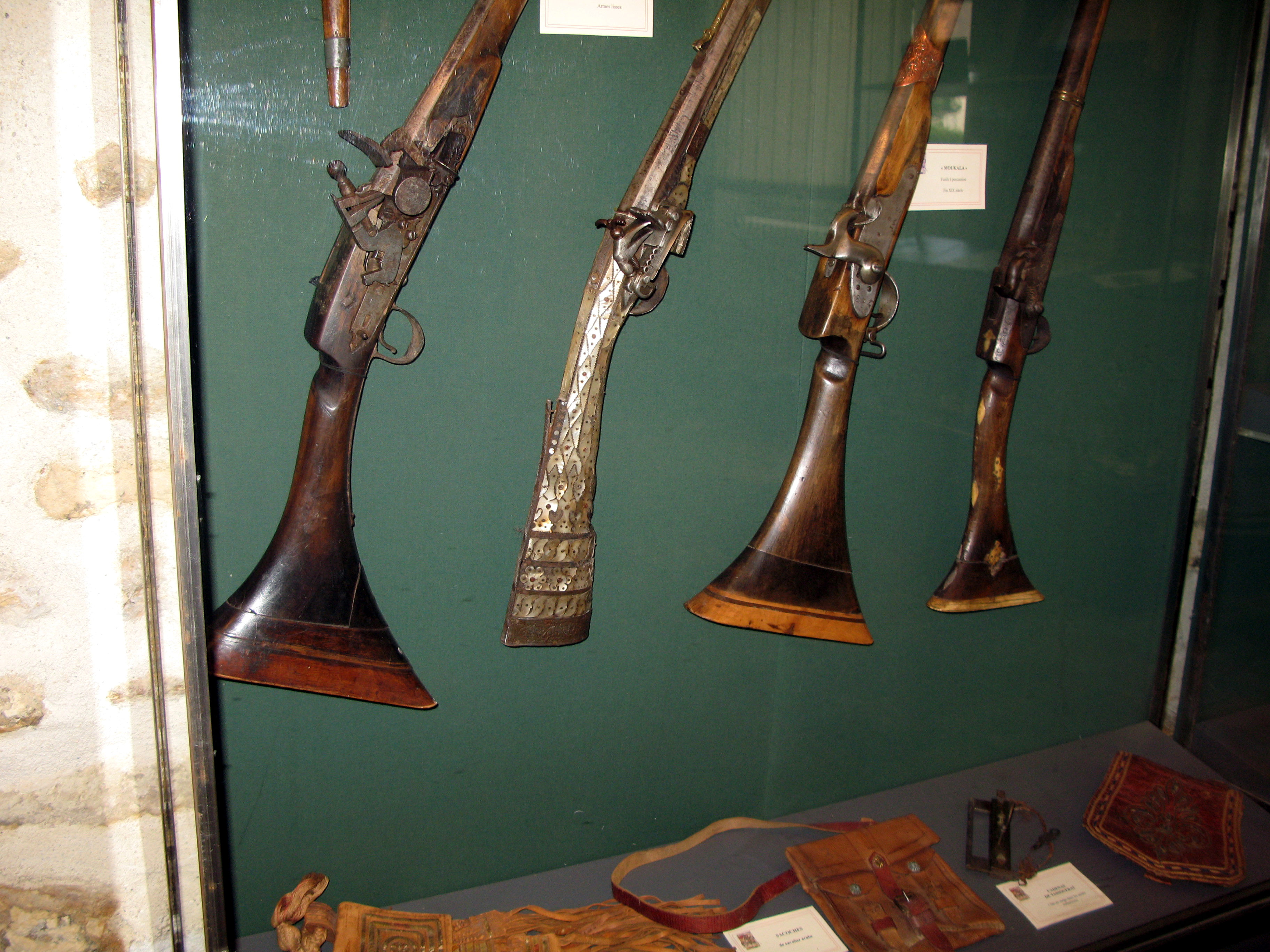
Moukhalas
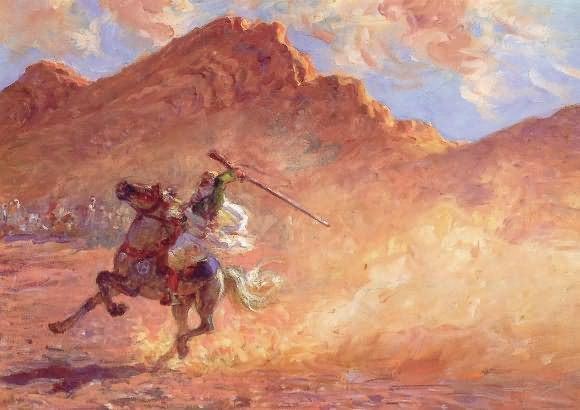
Cavalier au fusil
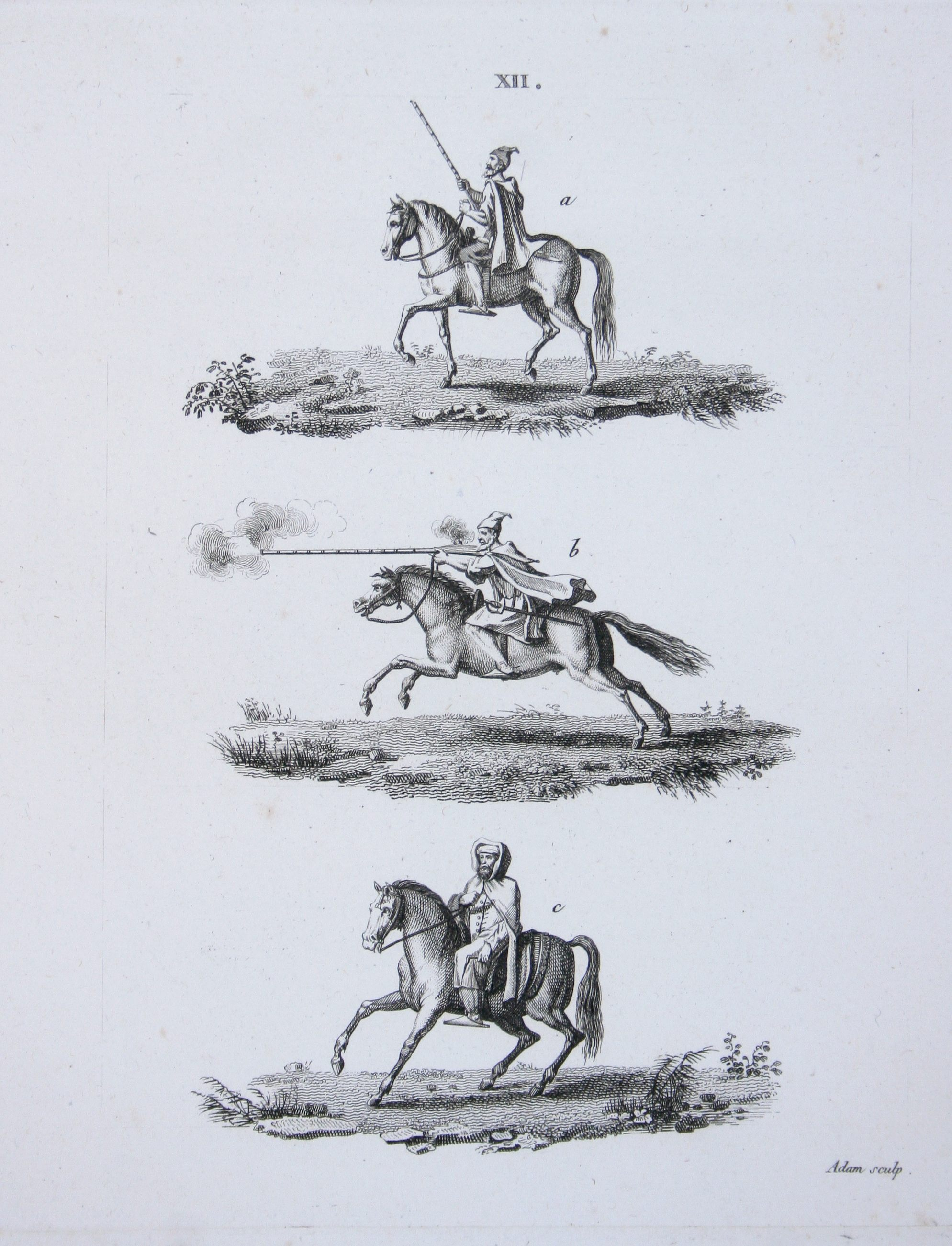
Soldat maure
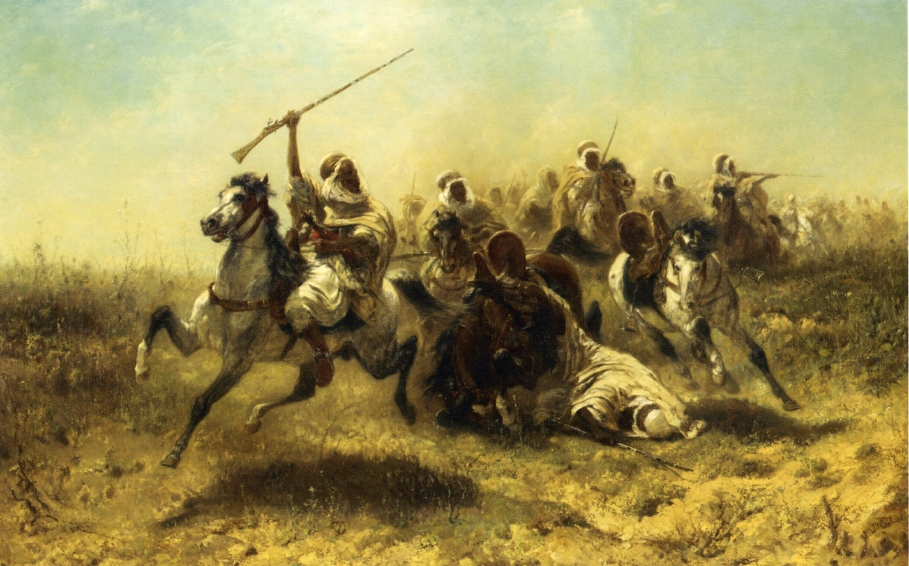
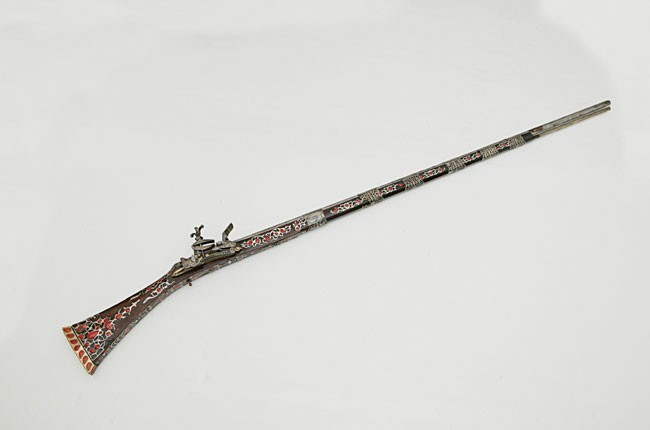
Moukhala Kabyle

## Pour approfondir

## Sources
1. ↑  « amyag: muqel, considérer ; regarder — amyag.com | taseftit n wemyag di teqbaylit — conjugaison du verbe kabyle », sur amyag.com (consulté le 3 décembre 2022)
2. ↑  « Lot - Hemingway's Spectacular Gun, From the Collection that Brought his Downfall. Impeccable Provenance », sur auction.universityarchives.com (consulté le 20 février 2022)